# Sit vulpí becgròs
El sit vulpí becgròs (Passerella megarhyncha) és un ocell de la família dels passerèl·lids (Passerellidae).

## Descripció
El sit vulpí becgròs és gairebé idèntic en plomatge al sit vulpí pissarrós, però tenen una caputxa de color blau-gris més extensa i la cua és de color rovell menys intens. La característica més sorprenent d'aquest ocell és el bec enorme que pot semblar tres vegades més gros que el del sit vulpí pissarrós de bec marcadament petit. El bec també difereix pel color del sit vulpí pissarrós. Tot i que la part superior d'ambdós grups és de color marró grisenc, el sit vulpí pissarrós té la part inferior groga en lloc de blau metàl·lic del sit vulpí becgròs. (Rising & Beadle 1996)

## Hàbitat i distribució
Viu entre la malesa del bosc, matolls i bosc de rivera dels Estats Units, a les muntanyes del sud d'Oregon, oest de Nevada i Califòrnia. A l'hivern es desplaça a cotes més baixes.

## Taxonomia
Hi ha autoritats taxonòmiques que el classifiquen com un "grup de subespècies" dins del sit vulpí rogenc a l'espera d'una acceptació més àmplia de l'estatus de l'espècie i que comprèn els tàxons de Sierra Nevada de becs peculiars del gènere Passerella.
Aquests ocells es van considerar durant molt de temps membres del grup del sit vulpí pissarrós a causa de les característiques morfològiques (Swarth 1920), però segons les dades de la seqüència del citocrom b i l'haplotip de l'ADNmt (Zink 1994), forma un clade reconeixible. La investigació sobre la sospita d'hibridació (Rising & Beadle 1996) i la consideració de dades addicionals de la seqüència d'ADN van conduir a la confirmació de la seva distinció (Zink i Kessen 1999); aquest grup sembla estar més estretament relacionat amb el sit vulpí fuliginós i/o el sit vulpí pissarrós. (Zink 1996, Zink i Weckstein 2003)

### Subespècies
El grup de subespècies megarhyncha es reprodueix a les muntanyes des del sud d'Oregon fins al sud de Califòrnia a l'est fins a Sierra Nevada i mostra poca variació geogràfica. Es creua amb el grup de subespècies de sit vulpí pissarrós al llarg d'una estreta zona de contacte des del sud d'Oregon fins a l'oest de Nevada (Rising & Beadle 1996), però com s'ha indicat anteriorment, el flux genètic és força limitat. Sibley (2000) indica que aquest grup té el reclam més diagnòstic, "un grinyol alt i pla" [sic] com el toquí de Califòrnia.
De les autoritats que la reconeixen com espècie, tant sol una reconeix provisionalment cinc subespècies:
- P. m. megarhyncha
- P. m. brevicauda
- P. m. monoensis
- P. m. stephensi
- P. m. fulva - s'havia inclòs anteriorment amb P. schistacea (del Hoyo i Collar 2016),[11]